# رباعي البيرول
رباعيات البيرول هي صنف من المركبات الكيميائية الحاوية على أربع حلقات بيرول (أو شبيهة بها)، والتي تكون متصلة مع بعضها بجسور هيدروكربونية قصيرة (إما وحدات من جسر ميثيلين -CH2- أو مجموعة ميثين -(CH)=) سواء على الشكل الخطي أو الحلقي. يصادف وجود رباعيات البيرول في بعض الجزيئات الحيوية المهمة مثل الهيموغلوبين أو الكلوروفيل؛ وفي المثالين الأخيرين يكون للحلقة الضخمة دوراً مهماً في تشكيل الإطار الذري الذي يمكّن من تشكيل معقد تناسقي مع ذرة فلز انتقالي في المركز.
تعد مركبات رباعيات البيرول حاملة للون بسبب ارتفاع درجات الترافق في بنية تلك الأنظمة؛ بالتالي فإن هذه المركبات توجد في الطبيعة ملوّنة.

## البنية
تتضمن رباعيات البيرول الخطية، والتي تدعى بيلانات، الأمثلة التالية:
- منتجات تحطيم جزيئات الهيم مثل بيليروبين وبيليفردين
- مركبات فيكوبيلين الموجودة في البكتيريا الزرقاء (الزراقم).
- مركبات لوسيفرين الموجودة في السوطيات الدوارة والكريليات.

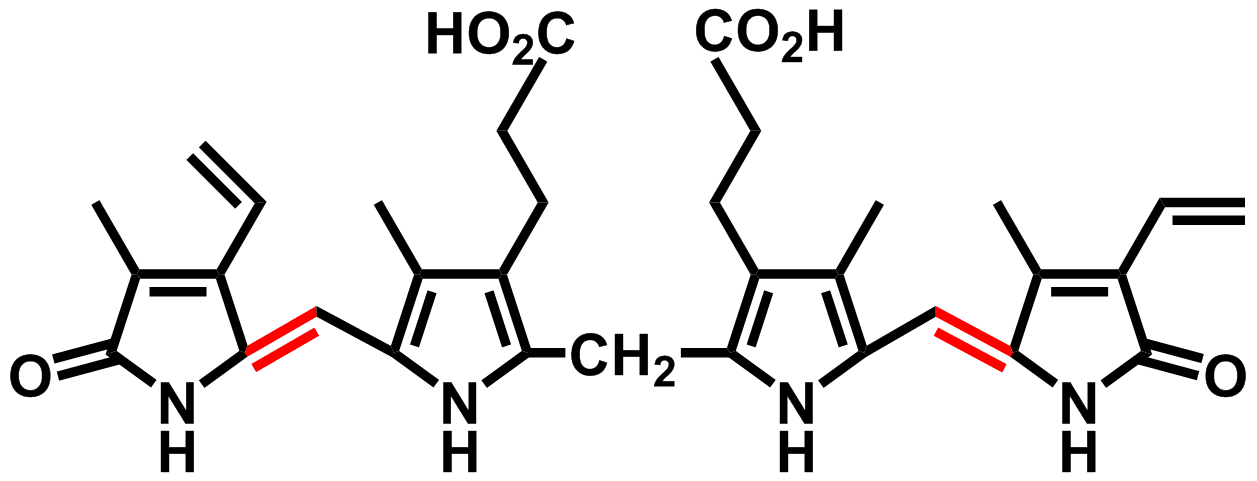
بيليروبين
بيليفردين
فيكوإريثروبيلين
لوسيفرين

تتضمن رباعيات البيرول الحلقية الأمثلة التالية:
- بورفين وهو أبسط رباعيات البيرول
- مركبات بورفيرين، بما فيها الهيم وهو نواة الهيموغلوبين
- مركبات كلورين، بما فيها الموجودة في نواة الكلورفيل.

كما يوجد أيضاً رباعيات بيرول حلقية لها اختلاف بسيط في التكوين البنيوي من حيث الترابط بين حلقات البيرول، مثالاً على ذلك حلقة الكورين الموجودة في نواة الكوبالامين.

حلقة البورفين الضخمة في مجموعة الهيم في الهيموغلوبين
قسم الكلورين في نوع من أنواع الكلوروفيل، والتي تختلف عن بعضها حسب المجموعة الوظيفية الموضوعة داخل المستطيل ألأخضر (هنا مجموعة ميثيل في الكلوروفيل (أ).)
بنية الكوبالامين تحوي حلقة كورينز